# علاء فهمي
علاء الدين فهمي، كان وزير النقل والمواصلات خلال الفترة (1 أكتوبر - مارس 2011). بالرغم من عدم معرفته بالوزارة أو اختصاصاتها.

## حياته ونشأته
بكلوريوس هندسة كهربية قسم رادار سنة 1982.
حصل فهمي على بكالوريوس الهندسة الكهربائية من الكلية الهندسة العسكرية التقنية MTC في مصر، كما أنه حاصل على العديد من درجات الدراسات العليا الأخرى والمزيد من المؤهلات المهنية.

## مسيرته[4]
- بدأ فهمي في عقد اجتماعات مكثفة مع رؤساء القطاعات.
- استطاع أن يقنع المهندس طارق العطار، رئيس هيئة الطرق والكباري، بأن يتراجع عن استقالته ويستمر في منصبه.
- استطاع أن يقنع عمال السكة الحديد بأنه سيكون معهم للنهاية؛ فخرج عدد كبير من عمال وقيادات هيئة السكة الحديد و المترو بعد لقاء قصير بالوزير مقتنعين تماما بأن هذا الوزير سيكون مختلفا عن غيره. فقد كسب رضي العاملين بالسكك الحديدية.
- وافق علي حافز إثابة بواقع 10 % من الأجر الأساسي للعاملين بالسكة الحديد والمترو علي أن تصرف مع راتب شهر يناير.
- وافق علي زيادة حافز الكيلو لسائقي القطارات من 13.5 قرش إلي 15 قرشاً.
- صرف حافز المميز للمحصلين بالسكة الحديد علي الدرجة الوظيفية لكل منهم وليس الحافز الثابت المعمول به حاليا والمقدر بـ 75 جنيهاً لكل محصل دون النظر إلي الدرجة الوظيفية التي يشغلها المحصل.

ووعد بالإضافة لذلك السائقين بصرف حافز المميز، وهو بذلك يفتح صفحة جديدة مع عمال السكة الحديد،

## مناصب
- وزير النقل والمواصلات خلال الفترة (1 أكتوبر - مارس 2011).
- يشغل حالياً منصب رئيس مجلس إدارة "ITE Corp" ، وهي شريكة من مايكروسوفت منذ عام 2017 والجامعة المصرية للتعليم الإلكتروني "EELU" منذ عام 2018.
- رئيس جمعية الصداقة المصرية الكورية "EKFA"
- عضو مجلس إدارة مدينة الإنتاج الإعلامي المصرية “EMPC” منذ عام 2015
- رئيس مجلس الإدارة والرئيس التنفيذي للبريد المصري
- أول رئيس تنفيذي للهيئة القومية لتنظيم الاتصالات “NTRA”.
- عضو مستقل بمجلس إدارة شركة اورنچ مصر للإتصالات في ديسمبر 2020
- مؤسس وأول مدير لمركز المعلومات الرئيسي والISP للقوات المسلحة بإدارة نظم المعلومات (AFMIC-Armed Forces Main Information Center) في التسعينات.